# Minbya
Minbya är en kommun i Myanmar.   Den ligger i regionen Rakhinestaten, i den västra delen av landet, 280 km väster om huvudstaden Naypyidaw. Antalet invånare är 198 612.